# Bányász Jenő
Bányász Jenő, született Gruber Jenő (Arad, 1884. november 23. – Budapest, 1949. május 31.) magyar jogász, jogi szakíró. (Szakirodalmi munkássága a kereskedelmi joggal, versenyjoggal és az iparjogvédelemmel és ezen belül a védjegyoltalommal és mintaoltalommal kapcsolatos.)

## Életpályája
Gruber István és Hubern Henrietta fia.
Középiskolai tanulmányait az aradi állami főreáliskolában végezte és a budapesti tudományegyetemen államtudományi doktorátust és jogtudományi képesítést szerzett. Jogi tanulmányainak befejezése után 1907-től a budapesti Kereskedelmi és Iparkamaránál teljesített szolgálatot, amelynek 1927-ben a titkára lett. Beosztásában iparjogvédelmi kérdésekkel foglalkozott.  Az Iparjogvédelmi Egyesület főtitkára. Mint sportember, a Kolozsvári Egyetemi Athlétikai Klub elnöke, a Főiskolai Sportszövetség alelnöke és a Magyar Athlétikai Klub vívó-szakosztályánаk elnöke, majd a Magyar Vívó Szövetség titkára, később alelnöke volt 1923 és 1929 között. Gerentsér László vívómester tanítványa volt.
1908. július 4-én Budapesten, az Erzsébetvárosban házasságot kötött Franke Gizella Berta Rozália tanítónővel.

## Szerkesztőként
1910-ben a Védjegyügyi Közlöny, 1914-ben a Kereskedelmi és Ipari Élet, 1921 és 1923 között a Jury, majd 1925-ben az Iparjogi Szemle szerkesztője volt.

## Főbb művei
Figyelemreméltó szakirodalmi működést fejtett ki. Számos cikke jelent meg a különböző szaklapokban és napilapokban. A védjegyoltalom és a tisztességtelen verseny köréből 18 önálló munkát irt.  Külföldön tartott francia és német nyelvű előadásai és idegen nyelven megjelent munkál és szakcikkei révén belföldön is ismert szakíró volt.
- Az áruvédjegy és mintaoltalmi jog kézikönyve (Budapest, 1910)
- Das Marken- und Musterschutzrecht in Ungarn (Sonnefeld, 1910)
- A tisztességtelen verseny (Szegő Izsóval, Budapest, 1926)
- Védjegyoltalom. Tisztességtelen verseny (Budapest, 1928)
- Markenschutz und Wettbewerb in Ungarn (Budapest, 1929)
- Leitgedanken des internationalen und nationalen Marken- und Musterschutzrechtes in Europa (Budapest, 1937)
- A védjegytörvény módosítása[halott link]
- A tisztességtelen verseny ellen való védekezésről. Szabadalmi Közlöny, 1911. 8. sz.